# هاینتس وایس
هاینتس وایس (آلمانی: Heinz Weiss؛ ۱۲ ژوئن ۱۹۲۱ – ۲۰ نوامبر ۲۰۱۰) بازیگر اهل آلمان بود.
از فیلم‌ها یا برنامه‌های تلویزیونی که وی در آن نقش داشته‌است، می‌توان به فرار بزرگ، دختر درامر کوچک و زندگی عجیب و غریب بارون فریدریش فون در ترنک اشاره کرد.